# Jean Royer (homme politique)
Pour les articles homonymes, voir Royer et Jean Royer.
Jean Royer, né le 31 octobre 1920 à Nevers (Nièvre) et mort le 25 mars 2011 à Saint-Avertin (Indre-et-Loire), est un homme politique français.
Conservateur et gaulliste, il est député en Indre-et-Loire de 1958 à 1997, maire de Tours de 1959 à 1995, ministre sous les deux derniers gouvernements Pierre Messmer (1973-1974) et candidat à l'élection présidentielle de 1974.

## Biographie

### Origines, études et famille
Natif du Nivernais, Jean Royer est d'abord instituteur, puis professeur d'enseignement général de collège. Marié à Lucienne Leux (1919-1987), il était père de quatre enfants.

### De la mairie de Tours au gouvernement
Jean Royer commence son engagement politique en 1947 en s'engageant à la section du RPF d’Indre-et-Loire. Il a été cette année là candidat malheureux aux élections municipales à Langeais. Il continue de s'engager très activement pour son parti et devient délégué département en décembre 1949. Il est par la suite candidat lors des élections législatives de 1951 mais il est à nouveau battu et quitte ses fonctions de délégué départemental du RPF en 1953.
Il est élu député en Indre-et-Loire en novembre 1958 ; il siège à l'Assemblée nationale parmi les non-inscrits jusqu'en 1993.
Il remporte l'année suivante, en 1959, la mairie de Tours, bénéficiant du soutien de Charles de Gaulle en tant qu'ancien délégué du RPF en Indre-et-Loire. Il lance, dans les années 1960, une importante politique d'extension de la ville, annexant les communes de Sainte-Radegonde-en-Touraine et de Saint-Symphorien afin d'augmenter la surface de terrains constructibles. Outre l'achèvement du quartier du Sanitas, son œuvre majeure reste l'aménagement sur quatre kilomètres des rives du Cher, déviant et viabilisant le cours de la rivière pour y construire un important quartier de barres d'immeubles et une base de loisirs comprenant un lac artificiel. Il suscita toutefois tant l'admiration que la controverse en engageant la restauration du quartier du Vieux-Tours parallèlement à une opération de rénovation urbaine du front de Loire.
Cependant, sa rivalité avec Michel Debré, maire de la ville voisine d'Amboise, écarte Tours du statut de capitale de la région Centre au profit d'Orléans, en 1964. On prête également à Michel Debré d'avoir influé sur le choix de cette ville, à la suite de son échec personnel lors des élections législatives de 1962 en Indre-et-Loire.
Considéré comme conservateur et réactionnaire, Jean Royer signe des arrêtés interdisant la projection de films pornographiques et ordonnant la destruction d'une ancienne maison de tolérance, qui sera finalement conservée, après une campagne de défense du site, en souvenir de Georges Courteline (l'écrivain y aurait passé quelques soirée gaillardes et les fresques, signées Jacquemin, qui ornent l'établissement avaient une réelle valeur artistique). En 1968, il chasse de Tours Michel-Georges Micberth et ses collaborateurs qui avaient fondé « un centre de recherche en psycho-sexologie normale et pathologique ».
Sur ce thème, il est invité à À armes égales, émission de télévision politique de Michel Bassi, Alain Duhamel, André Campana et Jean-Pierre Alessandri diffusée sur la première chaîne de l'ORTF à 21 heures du 17 février 1970 au 28 mars 1973 et réalisée par Igor Barrère. Celle du 13 décembre 1971, est consacrée à un débat avec l'écrivain Maurice Clavel, qui quitte le plateau de façon prématurée en lançant une formule restée très célèbre : « Messieurs les censeurs, bonsoir ! ».
Il est nommé ministre du Commerce et de l'Artisanat dans le deuxième gouvernement Pierre Messmer, en avril 1973 ; il abandonne alors son mandat de député, mais reste maire de Tours. En décembre 1973, il est l'auteur de la loi d'orientation du commerce et de l'artisanat (loi Royer), qui réglemente l'ouverture des grandes surfaces de plus de 1 000 m2 dans le but de soutenir les petits commerces. Il est brièvement, au début de l'année 1974, ministre des Postes et Télécommunications.

### Candidature à l'élection présidentielle de 1974

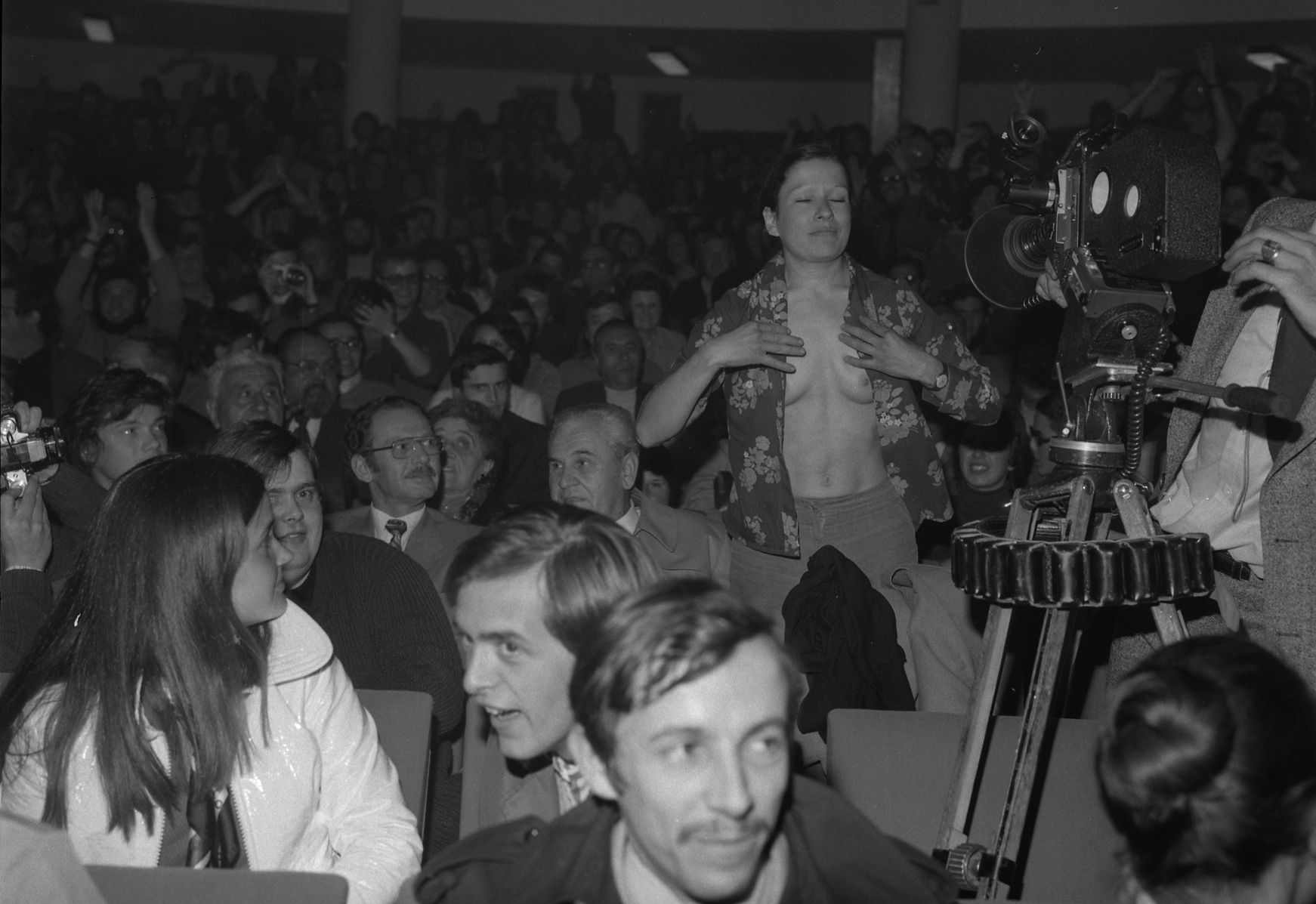
Protestations d'étudiants lors d'un meeting de Jean Royer à Toulouse, le 25 avril 1974.

Après la mort subite de Georges Pompidou, début avril 1974, Jean Royer démissionne de sa fonction de ministre pour se lancer dans la course à l'Élysée. Il se présente comme le candidat de droite de l'« ordre moral ». Il reçoit le soutien de petites formations d’extrême droite, comme L'Œuvre française et d'anciens membres d’Ordre Nouveau. Durant la courte campagne, ses meetings sont régulièrement chahutés à partir de celui de Rennes. C'est notamment le cas à Toulouse où des étudiants scandent des slogans obscènes et exhibent des posters osés pour protester contre la politique moraliste de Jean Royer en cette période de révolution sexuelle. À Lille, où il exprime sa volonté de développer, une fois élu, la production charbonnière de la France, il obtient un certain succès. Son dernier meeting à la porte de Versailles, à Paris, le 3 mai est émaillé par des violences aux abords de la salle entre des militants de gauche venus perturber le meeting et le dispositif policier chargé de le sécuriser,. Au soir du premier tour, il arrive en quatrième position, en recueillant 3,17 % des voix (810 540 voix), un score en deçà de ce que prédisaient les sondages de début de campagne. Durant l'entre deux tours, il appelle à voter pour le candidat Valéry Giscard d'Estaing et ses électeurs le suivent à plus de 90 %. Beaucoup de ses voix proviennent d'Indre-et-Loire où il obtient 33,81 % et des départements limitrophes.

### Retour à la politique locale
Jean Royer se recentre ensuite sur son mandat de maire de Tours, et retrouve son siège de député le 9 mai 1976, après la démission de Jean Chassagne. Son action en tant que maire est cependant ralentie à partir de 1974 par la crise économique et l'exode rural : la ville commence à perdre des habitants, le grand projet d'aménagement de la vallée du Cher doit être revu à la baisse. Néanmoins, comme par le passé, si sa politique municipale demeure teintée de certaines décisions autoritaires, Jean Royer reste d'un grand recours dans les situations de crise : après l'effondrement du pont de pierre en avril 1978, faisant preuve d'un grand sang-froid, il a chapeauté le ravitaillement en eau de la ville de Tours.
Plus tard, dans les années 1980, la ville stagne économiquement, l'agglomération est frappée par d'importantes vagues de fermetures d'entreprise et de licenciements (notamment à la SKF, fabrique suédoise de roulements à billes, à Saint-Cyr en 1989). L'arrivée du TGV en plein centre-ville, la construction du centre de congrès Vinci, d'après les plans de l'architecte Jean Nouvel, sont à mettre au crédit de Jean Royer. Mais briguant un nouveau mandat lors des élections municipales de 1995, il est battu par Jean Germain (PS) à l'occasion d'une triangulaire. Acceptant sa défaite, Jean Royer décide de se « retirer totalement de la mairie ».

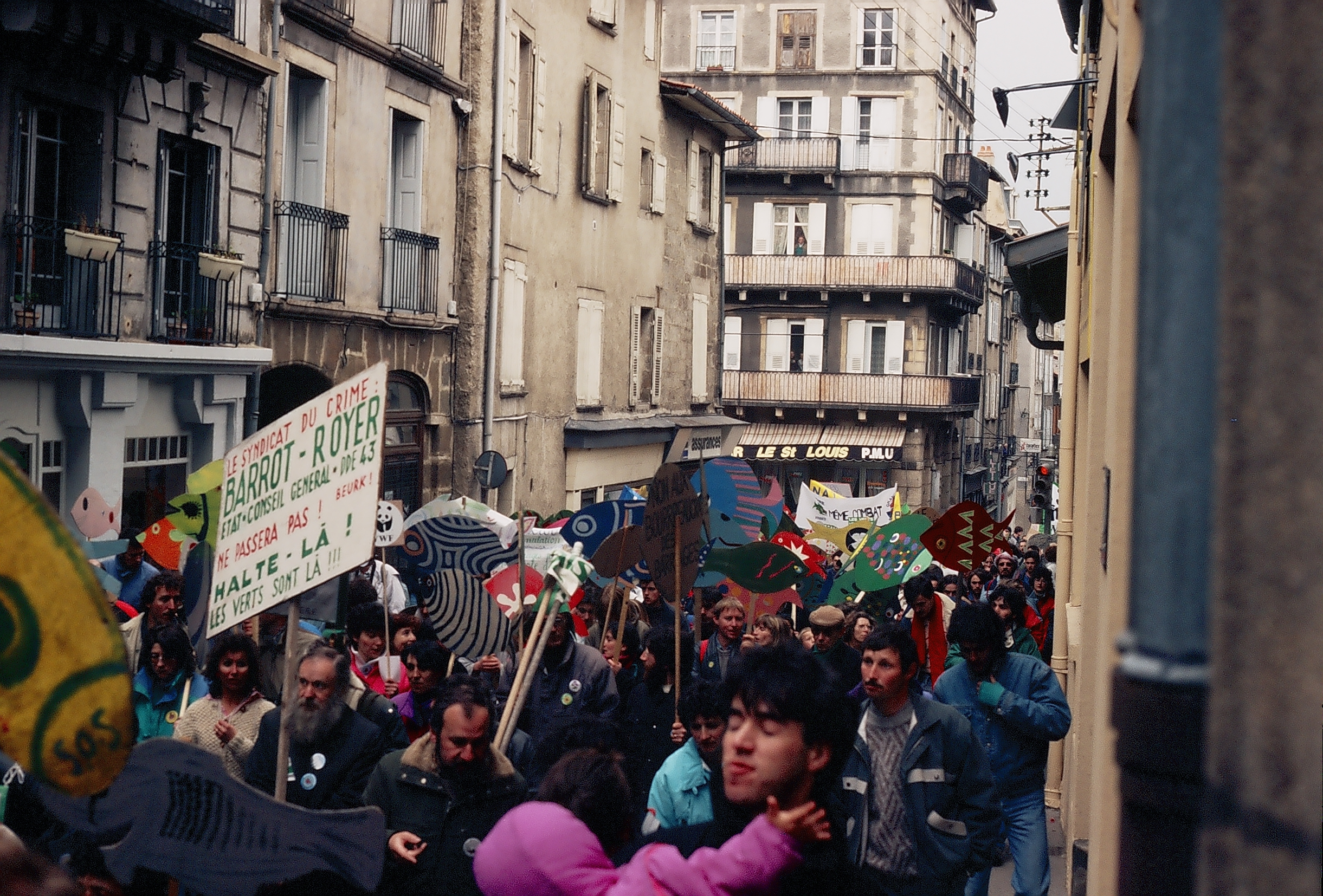
Manifestation contre le barrage de Serre de la Fare.

En tant que responsable de l'Établissement public d'aménagement de la Loire et de ses Affluents (EPALA), de 1983 à 1995, il doit concéder l'abandon du plan de construction du barrage de Serre de la Fare, en amont du Puy-en-Velay (Haute-Loire). Ce projet, en décalage total avec les préoccupations nouvelles de l'opinion publique en matière d'environnement, a poussé l'État à l'abandonner.

### Retrait de la vie politique
Il préside de 1993 à 1997 le groupe parlementaire République et liberté, renonçant sur le tard à sa non-affiliation politique. Le Front national lui apporte son soutien aux élections municipales de 1995.
Lors des élections législatives de 1997, il renonce à briguer un nouveau mandat de député, favorisant ainsi l'élection à l'Assemblée nationale du chiraquien Renaud Donnedieu de Vabres, qui a pour suppléant Benoît Roy, qui était jusqu'alors le suppléant de Jean Royer.
Il apporte son soutien à Philippe de Villiers aux européennes de 1999 et à Jean-Pierre Chevènement à l'élection présidentielle de 2002. Il reconnaît par la suite avoir voté Jean-Marie Le Pen au deuxième tour de l'élection présidentielle de 2002. Il se retire ensuite de la vie politique.
Le 25 mars 2011, il meurt à Saint-Avertin à l'âge de 90 ans. Il est inhumé au cimetière de La Salle à Tours.

## Mandats et fonctions

### Au gouvernement
- 5 avril 1973 - 27 février 1974 : ministre du Commerce et de l'Artisanat dans le gouvernement Pierre Messmer (2)
- 27 février 1974 - 11 avril 1974 : ministre des Postes et Télécommunications dans le gouvernement Pierre Messmer (3)

### À l'Assemblée nationale
- 1958 - 1973 ; 1976 - 1997 : député français, élu en Indre-et-Loire
- 1993 - 1997 : président du groupe République et liberté

### Au niveau local
- 1959 - 1995 : maire de Tours
- 1961 - 1988 : conseiller général d'Indre-et-Loire, élu dans le canton de Tours-Ouest
- 1983 - 1995 : président de l'Établissement public d'aménagement de la Loire et de ses affluents (EPALA, aujourd'hui Établissement public Loire)[14]

## Hommages
- Un boulevard porte son nom à Tours depuis 2012. Il s'agit de l'ancien boulevard Thiers[15].
- Une statue en bronze[16],[15] de Jean Royer est inaugurée place de la Liberté à Tours, en octobre 2013 ; elle est l'œuvre du sculpteur Vincent Guderzo et est à l'initiative de l'association « Les Amis de Jean Royer ».